# Championnats du Danemark de squash
Les Championnats du Danemark de squash sont une compétition de squash individuelle organisée par la Fédération danoise de squash. Ils se déroulent chaque année depuis 1978.
Arthur Jacobsen détient le record de victoires masculines avec 12 titres. Line Hansen détient le record de victoires féminines avec 13 titres.

## Palmarès

### Hommes[1]
- 2025 : Theis Houlberg
- 2024 : Theis Houlberg
- 2023 : Theis Houlberg
- 2022 : Theis Houlberg
- 2021 : Theis Houlberg
- 2020 : Rasmus Nielsen[2]
- 2019 : Kristian Frost[3]
- 2018 : Kristian Frost[4]
- 2017 : Kristian Frost
- 2016 : Kristian Frost
- 2015 : Kristian Frost
- 2014 : Kristian Frost
- 2013 : Morten W. Sørensen
- 2012 : Kristian Frost
- 2011 : Kristian Frost
- 2010 : Kristian Frost
- 2009 : Rasmus Nielsen
- 2008 : Morten W. Sørensen
- 2007 : Morten W. Sørensen
- 2006 : Mads Korsbjerg
- 2005 : Mikkel Korsbjerg
- 2004 : Mikkel Korsbjerg
- 2003 : Mads Korsbjerg
- 2002 : Mikkel Korsbjerg
- 2001 : Mikkel Korsbjerg
- 2000 : Morten W. Sørensen
- 1999 : Kasper Bodenhoff
- 1998 : Carsten Vinter
- 1997 : Carsten Vinter
- 1996 : Carsten Vinter
- 1995 : Tim Hoelgaard
- 1994 : Tim Hoelgaard
- 1993 : Tim Hoelgaard
- 1992 : Arthur Jacobsen
- 1991 : Tim Hoelgaard
- 1990 : Arthur Jacobsen
- 1989 : Arthur Jacobsen
- 1988 : Arthur Jacobsen
- 1987 : Arthur Jacobsen
- 1986 : Arthur Jacobsen
- 1985 : Arthur Jacobsen
- 1984 : Arthur Jacobsen
- 1983 : Dan Christensen
- 1982 : Arthur Jacobsen
- 1981 : Arthur Jacobsen
- 1980 : Arthur Jacobsen
- 1979 : Arthur Jacobsen
- 1978 : Peter Gerlow

### Femmes[5]
- 2025 : Caroline Christiansen
- 2024 : Caroline Christiansen
- 2023 : Caroline Christiansen
- 2022 : Caroline Christiansen
- 2021 : Caroline Christiansen
- 2020 : Sarah Lauridsen[6]
- 2019 : Line Hansen[3]
- 2018 : Sally Skaarenborg[4]
- 2017 : Line Hansen
- 2016 : Line Hansen
- 2015 : Line Hansen
- 2014 : Line Hansen
- 2013 : Line Hansen
- 2012 : Line Hansen
- 2011 : Line Hansen
- 2010 : Line Hansen
- 2009 : Line Hansen
- 2008 : Line Hansen
- 2007 : Line Hansen
- 2006 : Line Hansen
- 2005 : Ellen Petersen
- 2004 : Ellen Petersen
- 2003 : Ellen Petersen
- 2002 : Ellen Petersen
- 2001 : Ellen Petersen
- 2000 : Ellen Petersen
- 1999 : Ellen Petersen
- 1998 : Ellen Petersen
- 1997 : Julie Dorn-Jensen
- 1996 : Julie Dorn-Jensen
- 1995 : Ellen Hamborg
- 1994 : Ellen Hamborg
- 1993 : Helle Vestergaard
- 1992 : Elsebeth Jensen
- 1991 : Katie Leabourn
- 1990 : Elsebeth Jensen
- 1989 : Elsebeth Jensen
- 1988 : Elsebeth Jensen
- 1987 : Elsebeth Jensen
- 1986 : Helle Dinesen
- 1985 : Helle Dinesen
- 1984 : Helle Dinesen
- 1983 : Helle Dinesen
- 1982 : Ikke Afholdt
- 1981 : Camilla Thomsen
- 1980 : Anne Marie Østby
- 1979 : Lene Troelsen
- 1978 : Merethe Olsen